# Męcinka (gmina)
Męcinka (do 1954 gmina Słup + gmina Piotrowice) – gmina wiejska w województwie dolnośląskim, w powiecie jaworskim. W latach 1975–1998 gmina położona była w województwie legnickim.
Siedziba gminy to Męcinka.
Według danych z 31 grudnia 2015 gminę zamieszkiwało 4971 osób. Natomiast według danych z 30 czerwca 2020 roku gminę zamieszkiwało 5006 osób.
Na terenie gminy funkcjonuje lądowisko Złotoryja-Baryt.

## Struktura powierzchni
Według danych z roku 2002 gmina Męcinka ma obszar 147,78 km², w tym:
- użytki rolne: 58%
- użytki leśne: 32%

Gmina stanowi 25,42% powierzchni powiatu.

## Demografia

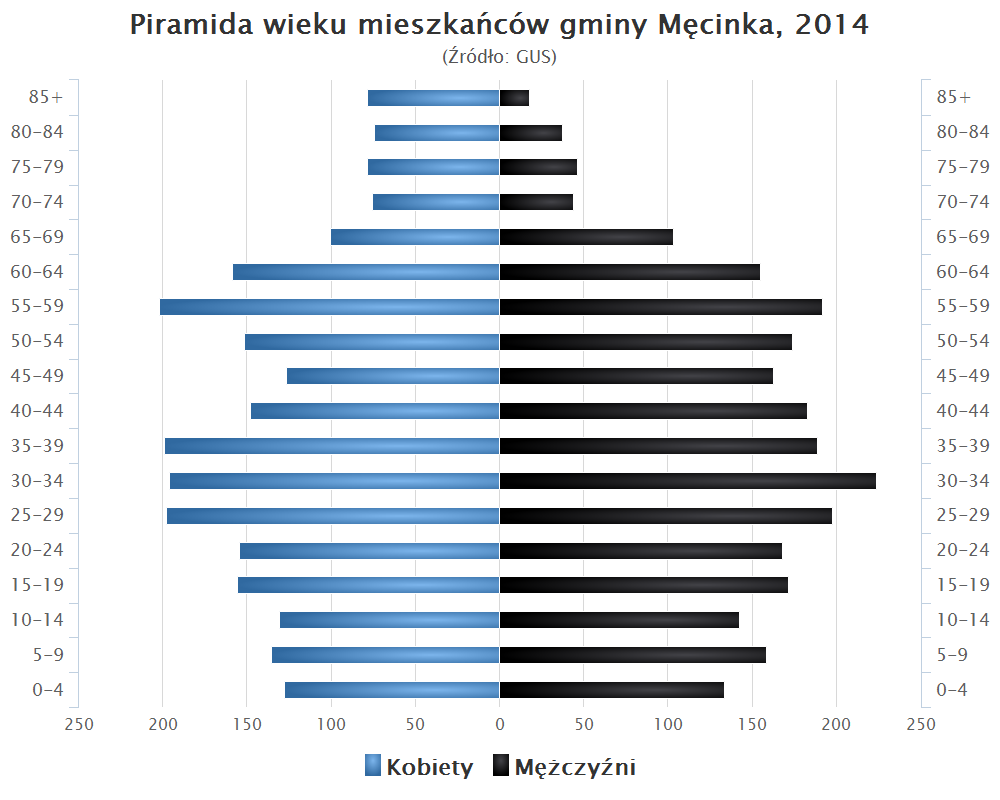
Piramida wieku mieszkańców gminy Męcinka w 2014 roku

Dane z 11 lutego 2013:
| Opis                              | Ogółem | Ogółem | Kobiety | Kobiety | Mężczyźni | Mężczyźni |
| --------------------------------- | ------ | ------ | ------- | ------- | --------- | --------- |
| jednostka                         | osób   | %      | osób    | %       | osób      | %         |
| populacja                         | 4961   | 100    | 2478    | 49,9    | 2483      | 50,1      |
| gęstość zaludnienia (mieszk./km²) | 33,6   | 33,6   | 16,8    | 16,8    | 16,8      | 16,8      |

## Sołectwa
Chełmiec, Chroślice, Kondratów, Małuszów, Męcinka, Muchów, Myślinów, Piotrowice, Pomocne, Przybyłowice, Sichów, Sichówek, Słup, Stanisławów.
Miejscowości bez statusu sołectwa: Bogaczów, Jerzyków, Raczyce, Nowa Męcinka, Piotrowice - Osiedle, Słup - Osiedle.

## Sąsiednie gminy
Bolków, Jawor, Krotoszyce, Legnickie Pole, Mściwojów, Paszowice, Świerzawa, Złotoryja